# Cipondok (Kadugede)
Cipondok is een bestuurslaag in het regentschap Kuningan van de provincie West-Java, Indonesië. Cipondok telt 1626 inwoners (volkstelling 2010).